# حبيب الله القنوجي
حبيب الله القَنُّوجي (توفي 1140 هـ / 1727 م) هو فاضل متصوف من أهل قنوج بالهند.
من آثاره: «تذكرة الأوليات» و «روضة النبي» و «أنيس العارفين» و «الفاصل».